# Albion (New York)
Albion è un comune (village) degli Stati Uniti d'America, situato nello stato di New York, nella contea di Orleans.